# George Starr
Pour les articles homonymes, voir Starr.
 (mai 2023).
George Reginald Starr (nom de guerre : colonel Hilaire,), né le 6 avril 1904 à Londres et mort le 2 septembre 1980 à Senlis, est un agent secret britannique du Special Operations Executive pendant la Seconde Guerre mondiale. Il dirigea le réseau Hilaire-Wheelwright, qui aida la résistance française dans le Sud-Ouest du 8 novembre 1942 au 16 septembre 1944, et qui est considéré comme l'une des plus belles réussites du SOE en France.
Il ne doit pas être confondu avec George Hiller, également agent du SOE, chef du réseau Footman.

## Biographie
Le 6 avril 1904, naissance de George Reginald Starr dans le Shropshire. Il étudie au Ardingly College dans le Sussex.
Années 1920 et 30. À l'âge de 16 ans, il entreprend un apprentissage de mineur de charbon dans le Shropshire.
Après avoir étudié l'ingénierie minière à la Royal School of Mines, à l'Imperial College London, il rejoint la firme de Glasgow Mavor and Coulson Ltd, fabricant d'équipements de mine. Ingénieur des mines, son travail l'amène fréquemment dans le Nord de la France et en Belgique.
1940. Il est à Liège (Belgique) au moment de l'invasion allemande du 10 mai et la campagne des 18 jours. Il regagne l'Angleterre par l'un des derniers bateaux de Dunkerque. Il s'engage dans l'armée. Ses connaissances linguistiques l'orientent vers le Special Operations Executive, le service secret mis en place par Winston Churchill pour soutenir les groupes de résistance dans les pays occupés par l'ennemi.
1942. Quelques jours avant l'occupation de la zone libre par les Allemands, il est envoyé en France pour aider la Résistance. Sous le nom d'« Hilaire », il a reçu la mission de se rendre à Lyon pour assister un chef de réseau. Dans la nuit du 3 au 4 novembre, la felouque Seadog le débarque à Port-Miou, près de Cassis (Bouches-du-Rhône),. À Marseille, il est pris en charge par un autre membre du SOE, Peter Churchill (homonyme du Premier ministre britannique). Pour des raisons inexpliquées, il refuse de se diriger vers sa ville de destination. Bien lui en prend car, quelques jours plus tard, les réseaux lyonnais subissent des arrestations. Au lieu de cela, « Hilaire » est confié à un autre agent du SOE, Henri Sevenet, qui le conduit à Agen. Là-bas, le réseau Victoire, créé par des Français dont Maurice Rouneau (alias Rendier) le prend en charge. Il se cache à Castelnau-sur-l'Auvignon chez l'institutrice Jeanne Robert. Il reçoit également l'aide du maire Roger Larribeau qui le munit de faux papiers. C'est là qu'il prend l'initiative de monter son propre réseau, Wheelwright, sur les fondations de Victoire. Pour la Résistance, il devient « Gaston ». 
Basé à Castelnau-sur-l'Auvignon, sous la fausse identité d'un ingénieur des mines belge à la retraite après avoir fait fortune au Congo (ce qui correspond à son accent et aux fortes sommes d'argent dont il dispose), il dirige le réseau Wheelwright dans le Sud de la France, autour de Toulouse, de Bordeaux et dans les Pyrénées. Sa mission principale est de préparer le terrain dans l'attente du débarquement.
1943.
- Mars. Il reprend en main les éléments du réseau SOE Prunus qui ont échappé aux arrestations.
- Août. Arrivée d'Yvonne Cormeau « Annette » que le SOE lui envoie comme opératrice radio du réseau Wheelwright. Grâce aux liaisons par radio avec Londres, qu'elle assure, commande et reçoit des parachutages pour la Résistance. Sont dénombrés :
  - de nombreux terrains de parachutage du sud de la Dordogne au-delà de Tarbes et de la Haute-Garonne, à l'est des Landes dans le canton de Gabarret,
  - 168 opérations aériennes, représentant le chargement de 154 avions, soit 2219 containers et 420 colis,
  - huit agents (dont trois femmes) envoyés d'Angleterre.

1944.
- Mars. Par l'intermédiaire d'un responsable vicois, le peintre Maurice Georges Poncelet et de son agent Théo Lévy, George Starr contacte Maurice Parisot qui met sur pied le bataillon de guérilla de l'Armagnac. Il lui destine alors la plupart des parachutages d'armes qu'il reçoit de Londres, au point que la formation de l'Armagnac est l'une des principales forces militaires de la zone Sud. Malgré la répression acharnée des Allemands et de la Milice, le groupe organise des sabotages de lignes de chemins de fer, des coupures de câbles téléphoniques, des destruction de réservoirs d'essence et des coupures de communications.
- 6 juin. Au débarquement, devenu le « colonel Hilaire », il rassemble un important maquis, dont un détachement espagnol, à Castelnau-sur-l'Auvignon. Il se livre dans la région à des opérations de sabotage et procède aux arrestations de collaborateurs et de miliciens.
- Après le débarquement, la 2e Panzerdivision SS Das Reich quitte Montauban (près de Toulouse) pour renforcer les troupes en Normandie. Dans sa marche vers le nord, elle est soumise à une série d'attaques audacieuses des résistants de Starr, qui la forcent à se battre, la désorganisent et la retardent considérablement, au point de l'empêcher de jouer à temps son rôle de renfort. Cette division reste indissociable des massacres comme celui de Tulle après une offensive des FTP, les 7 et 8 juin 1944 par son commandant Jacques Chapou, puis du Massacre d'Oradour-sur-Glane le 10 juin 1944.
- 21 juin. Le maquis de Castelnau est attaqué par d'importantes forces allemandes. Le PC d'Hilaire peut être évacué grâce surtout à l'action retardatrice des guérilleros espagnols. Il se fixe alors à Lannemaignan, puis à Toulouse, avec son entourage. Au camp d'Avéron-Bergelle, dernier cantonnement du bataillon de l'Armagnac avant la Libération, le colonel Hilaire participe aux prises de décision du capitaine Parisot.
- 3 - 4 juillet. Bataille d'Estang, à la suite de laquelle Hilaire reçoit un message du général Eisenhower : « Le Haut Commandement interallié adresse ses félicitations aux bataillons de Castelnau et de l'Armagnac pour l'action qu'ils ont menée contre les Allemands depuis le 8 juin. »
- 19 août. Dans la soirée, il se porte à Auch avec la 3e colonne du bataillon de l'Armagnac, puis à Toulouse après le combat victorieux de L'Isle-Jourdain (Gers).
- 16 septembre. Lorsque le général de Gaulle vient à Toulouse, il se méfie de résistants peu soucieux de rétablir l'ordre et donne à Starr l'ordre de quitter le territoire français[note 4]. Le général fera la même demande à Roger Landes, chef du réseau ACTOR, le lendemain à Bordeaux, et à Peter Lake, du réseau Nestor-DIGGER, à Saintes.

- 25 septembre. Il rejoint Bordeaux accompagné d'« Annette », George Starr fait ses adieux aux hommes de la demi-brigade d'Armagnac. Il termine la guerre avec le rang de lieutenant-colonel[réf. souhaitée]. Il rentre en Angleterre.
- 29 novembre. Il revient en France comme membre de la mission Judex. En présence de Maurice Buckmaster et du représentant du général de Gaulle, le colonel « Hilaire » et le capitaine « Annette » reçoivent des mains du colonel Monnet, sur le front des troupes, la Croix de guerre 1939-1945.

Après la guerre. Il est envoyé à Essen dans la Ruhr pour diriger la réouverture des mines de charbon allemandes. Il retourne ensuite en Angleterre comme directeur de Mavor & Coulson, avant de prendre sa retraite en France, à Coye-la-Forêt (Oise).
1980. George Starr meurt le 2 septembre à l'hôpital de Senlis. Il est enterré au nouveau cimetière de Coye-la-Forêt.

## Récompenses
- Royaume-Uni : Distinguished Service Order ; Military Cross.
- France : Croix de Guerre avec Palme ; officier de la Légion d'honneur.
- États-Unis : Medal of Freedom with Silver Bar.

## Identités
- État civil : George Reginald Starr
- Comme agent du SOE, section F :
  - Nom de guerre (field name) : « Hilaire »
  - Nom de code opérationnel : WHEELWRIGHT (en français CHARRON)
  - Fausse identité : Serge Watremez, né le 6 avril 1904 à Lille, 1,66 m ; Henri Ponsot, né le 12 juin 1899 à Vendôme, agriculteur, 1,60 m.
  - Pseudo (pour les Résistants du Sud-Ouest) : Gaston ou colonel Hilaire ou Tonton.

## Famille
- Son père : Alfred Demarest Starr, de nationalité américaine.
- Sa mère : Ethel Renshaw, de nationalité britannique.
- Son grand-père : William Robert Renshaw.
- Un frère : John Starr, également agent du SOE.

## Documentaire
- Robert et les Ombres, film documentaire français de Jean-Marie Barrère[note 5].